# Hector (Drakenjagers)
Hector is een personage uit de reeks Drakenjagers.
Hoewel Hector zelf een draak is, is hij het hulpje van de drakenjagers Lian Chu en Gwizdo. Wanneer de drie op jacht gaan, zorgt Hector voor de aandrijving van hun vliegtuigje "De Sint-Gorges". Hector kan gebrekkig praten en houdt van lekker eten.